# Malaa
Malaa, stylisé en MALAA (né à Paris) est un DJ, compositeur et producteur français. Il est principalement connu comme membre du collectif Pardon My French avec DJ Snake, Tchami et Mercer. En 2015, il remixe Lean On des Major Lazer et DJ Snake, After Life de Tchami et Can't Feel My Face de The Weeknd, le faisant accéder à une certaine notoriété. Il signe ensuite sur Confession, le label de Tchami et contribue à sa propre reconnaissance internationale grâce à la sortie de son deuxième single, Notorious. Le 30 septembre 2022, le DJ sort son premier album, Don Malaa.
Son identité reste inconnue depuis sa première apparition. Il n'apparaît en public qu'en portant une cagoule avec un logo brodé Louis Vuitton. Il cultive une identité et le thème de gangster dans ses productions ainsi que dans ses apparitions publiques.

## Biographie

### Débuts
En 2016, Malaa sort le premier single sur le label Confession de Tchami, Fade. Il se fait connaître grâce à la sortie de son second single Notorious sur le même label. Il sort le titre Arsenic avec la collaboration de Maximono. Il sort son single Diamonds, premier single issu de son premier EP, intitulé Illicit EP. Il s'est fait remarquer lors de la sortie du single Notorious, et Prophecy avec la collaboration de Tchami.

### Confirmation
En 2017, Malaa sort deux titres Bylina et Contagious issus de sa première mixtape, Illegal Mixtape, avec des titres de lui-même et des titres d'autres artistes signé sur le label Confession. Il sort trois autres titres, Belleville, Paris 96 et Hostyl avec la collaboration du DJ français Dombresky. Après avoir sorti sa première mixtape, il sort deux titres en collaboration avec Tchami, Summer 99 et The Sermon, issus du prochain EP en commun No Redemption. En 2018, Tchami et Malaa sortent le dernier titre, Kurupt avant la sortie de l'EP. Le 24 mars, il se produit en compagnie de Tchami sur la Live Stage lors de l'Ultra Music Festival à Miami. Le 4 avril, ils sortent leur EP commun, sous le nom de No Redemption, à la suite de leur tournée No Redemption Tour aux États-Unis, avec Summer 99, The Sermon, Kurupt et Deus. Tchami annonce une deuxième partie de la tournée de No Redemption Tour, toujours en compagnie de Malaa, étendue sur l'année 2018 et 2019 dans le monde. Le 14 juillet, ils clôturent l'Electrobeach Music Festival à Port Barcarès,. Malaa sort une version remixé avec Noizu du titre de Music Sounds Better with You de Stardust. Il sort trois titres Bling Bling, We Get Crunk et Cash Money issu de sa deuxième mixtape, Illegal Mixtape II.
En 2019, Malaa sort deux titres Addiction, sur le label Confession et Revolt en featuring avec Jacknife sur le label Première Classe de DJ Snake. Il est apparu sur le single Made in France, issu du second album, Carte Blanche de DJ Snake, avec Tchami et Mercer. Il sort Criminal avec la collaboration de la DJ canadienne Rezz. En juillet de la même année, il se produit sur la scène principale de l'EMF.

### Don Malaa
Le 30 septembre 2022, Malaa sort son premier album studio. Intitulé Don Malaa, il est signé sur le label Illegal Music Ltd,. Les artistes en collaboration sur ce projet sont nombreux. On retrouve notamment ses partenaires DJ Snake et Tchami du collectif Pardon My French, mais aussi les rappeurs américains Jadakiss et Ghostface Killah.

### Activités parallèles

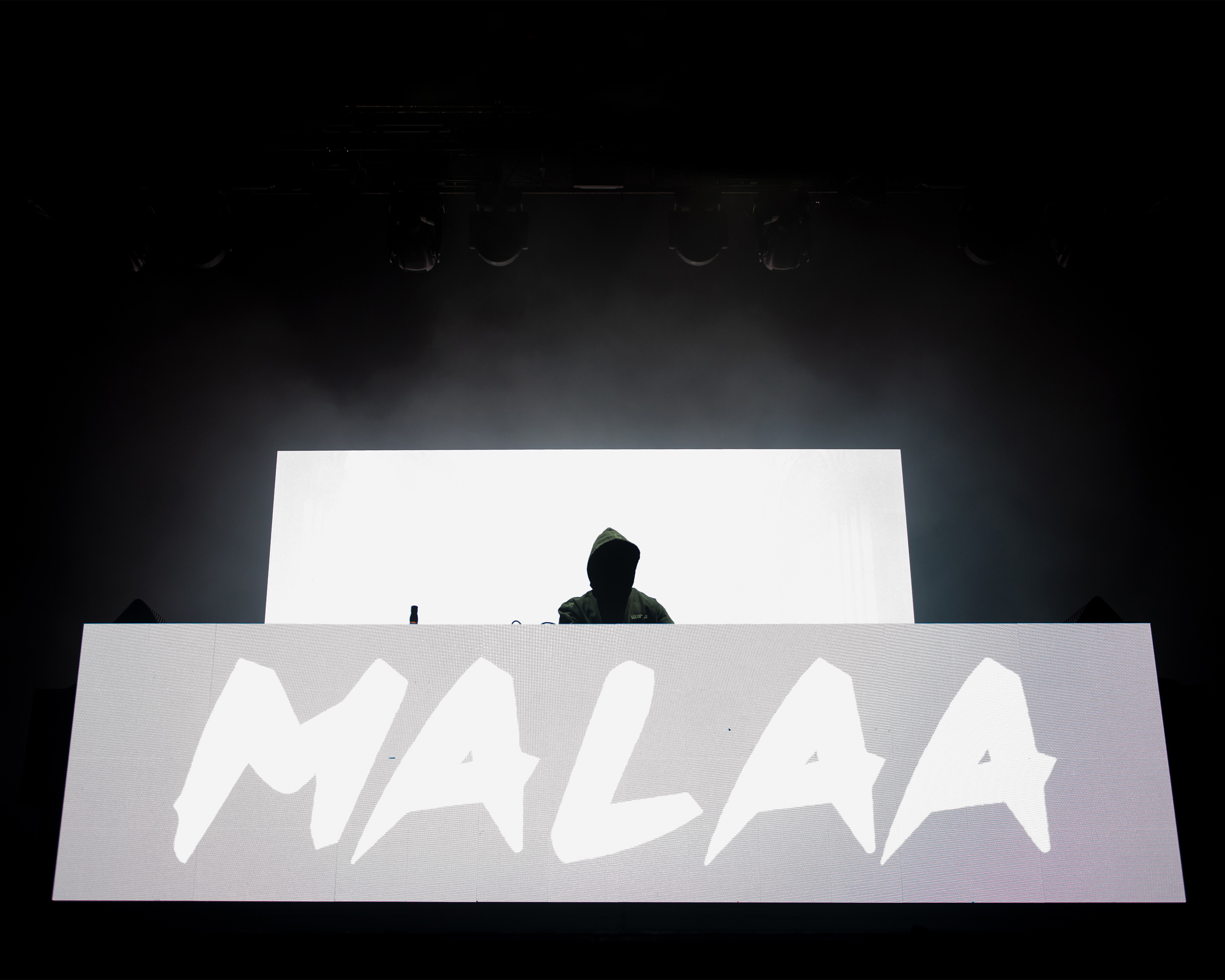
Malaa au festival Rock in Évreux, 2023.

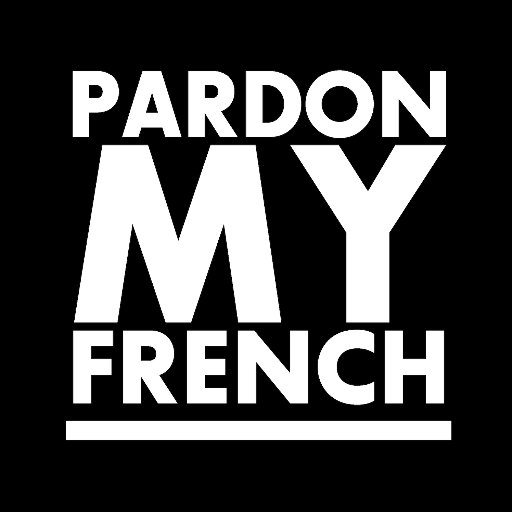
Logo du collectif Pardon My French.

En 2015, Malaa fait partie du collectif Pardon My French, composé de quatre DJ français : DJ Snake, Tchami, Mercer et lui-même. L'objectif de ce collectif est de promouvoir la musique électronique dans le monde, mais aussi de réunir des artistes français pour partager leur passion de la musique.
En 2016, DJ Snake annonce la tournée « Pardon My French Tour » aux États-Unis, avec Tchami, Mercer et Malaa, avec six dates en avril. Il ajoute deux dates supplémentaires, les 28 et 29 décembre,. En 2019, DJ Snake annonce une soirée « Pardon My French » aux Red Rocks Amphitheatre, le 26 avril.

## Vie personnelle

### Identité
Depuis 2015, l'identité de Malaa reste inconnue car il n'apparaît en public qu'en portant une cagoule. Il est parfois suggéré que Malaa se compose d'un duo avec DJ Snake et Tchami, car ils sont souvent crédités sur leurs productions de morceaux et a remixé quelques titres de ceux-ci,. Il est également supposé que Mercer est impliqué dans Malaa, puisque la même équipe de direction est partagée entre les trois artistes. Dans un post Reddit rédigé sur le sujet de Malaa, les utilisateurs ont découvert un tweet sur Twitter dans lequel un utilisateur écrivait : « Je ne peux pas croire que j'ouvre pour le projet parallèle de DJ Snake et Tchami, jeudi prochain », tout en faisant un lien vers un lien de mix sur SoundCloud par Malaa. Le tweet a ensuite été favorisé par le compte Twitter de DJ Snake, ce qui laisse présager son éventuelle participation.

## Discographie

### Singles
- 2015 : Pregnant
- 2016 : Fade
- 2016 : Arsenic (avec Maximono)
- 2016 : Diamonds
- 2016 : Notorious
- 2016 : Prophecy (avec Tchami)
- 2017 : Bylina
- 2017 : Contagious
- 2017 : Belleville
- 2017 : Paris 96'
- 2017 : Hostyl (avec Dombresky)
- 2018 : Kurupt (avec Tchami)
- 2018 : Music Sounds Better with You (avec Noizu)
- 2018 : Bling Bling
- 2018 : Cash Money
- 2018 : We Get Crunk
- 2019 : Criminals (avec Rezz)
- 2019 : Addiction
- 2019 : Revolt (avec Jacknife)
- 2020 : Made In France (avec DJ Snake & Tchami & Mercer)
- 2020 : Bling Bling (2020 Remix)
- 2020 : OCB
- 2020 : Four Twenty
- 2020 : Don't Talk
- 2020 : Hell (avec Koos)
- 2020 : Riot Gear (avec Habstrakt)
- 2021 : Ring The Alarm (avec DJ Snake)
- 2021 : Pondicherry (avec DJ Snake)
- 2021 : Who I Am
- 2022 : Wait
- 2022 : How It Is
- 2022 : Hypnotic
- 2022 : In the End 2022 (avec Linkin Park)
- 2022 : Deep (avec DJ Snake & Yung Felix)
- 2023 : Molotov (avec Habstrakt)
- 2023 : Rio de Janeiro
- 2023 : Snatch
- 2023 : Putaria (avec Lodgerz)
- 2023 : Otherside (avec Wax Motif)
- 2023 : A Prayer (avec Tchami)

### Remixes
- 2015 : Tchami feat. Stacy Barthe - After Life (Malaa Remix)
- 2015 : Major Lazer & DJ Snake feat. MØ - Lean On (Malaa Remix)
- 2016 : Skrillex & Diplo present Jack Ü feat. Kai - Mind (Malaa Remix)
- 2017 : DJ Snake & Travis Scott & Migos & Gashi - Oh Me Oh My (Malaa Remix)
- 2018 : Mercer feat. Ron Carroll - Satisfy (Malaa Remix)
- 2020 : DJ Snake & Offset & Gucci Mane & 21 Savage & Sheck Wes - Enzo (Malaa Remix)
- 2020 : Rezz & Grabbitz - Someone Else (Malaa Remix)
- 2020 : DJ Snake - Trust Nobody (Malaa Remix)
- 2021 : Valentino Khan & Alison Wonderland - Anything (Malaa Remix)
- 2021 : Petit Biscuit feat. Diplo - Pick Your Battles (Malaa Remix)
- 2021 : Tchami feat. Gunna - Praise (Malaa Remix)
- 2022 : Black Eyed Peas & Shakira & David Guetta - Don't You Worry (Malaa Remix)
- 2022 : Linkin Park - In the End 2022 (Malaa Remix)